# LoRaWAN
LoRaWAN (Long Range Wide Area Network) é um protocolo de comunicação sem fio projetado para redes de longa distância e baixo consumo de energia, sendo amplamente utilizado em aplicações de Internet das Coisas (IoT). Ele é baseado na tecnologia de modulação LoRa (Long Range), desenvolvida pela empresa Semtech, que permite a transmissão de dados em baixas taxas através de bandas de frequência não licenciadas.
Enquanto o LoRa define a camada física de comunicação, o LoRaWAN especifica a camada de rede, incluindo protocolos para comunicação entre dispositivos finais, gateways e servidores de aplicação. O LoRaWAN foi padronizado pela LoRa Alliance e opera em uma arquitetura estrela, na qual dispositivos transmitem dados para gateways que os encaminham para servidores de rede.
A tecnologia é aplicada em diversos setores, como cidades inteligentes, agricultura de precisão, monitoramento ambiental e logística, devido à sua capacidade de cobrir grandes áreas com baixo consumo energético. Diferente de outras redes LPWAN (Low Power Wide Area Network), como NB-IoT e Sigfox, o LoRaWAN permite a criação de redes privadas e descentralizadas, sem dependência de operadoras móveis.
Com suporte para milhões de dispositivos conectados, o LoRaWAN é considerado uma solução promissora para a expansão da Internet das Coisas, especialmente em regiões urbanas e rurais. Seu crescimento é impulsionado por iniciativas de padronização e regulamentação nos Estados Unidos e na União Europeia.

## Arquitetura e Funcionamento
O protocolo LoRaWAN segue uma arquitetura em estrela, na qual os dispositivos finais enviam dados para um ou mais gateways, que por sua vez encaminham as mensagens para um servidor de rede. Esse servidor processa as informações e as repassa para os servidores de aplicação, onde os dados são utilizados conforme a necessidade do sistema.
A estrutura do LoRaWAN é composta por quatro camadas principais:
- Dispositivos finais: Sensores e atuadores que coletam e transmitem dados usando a modulação LoRa.
- Gateways: Responsáveis por captar os sinais LoRa dos dispositivos e retransmiti-los para o servidor de rede via conexões IP (como Ethernet ou 4G).
- Servidor de rede: Centraliza a comunicação, remove mensagens duplicadas e gerencia a segurança dos pacotes.
- Servidor de aplicação: Decodifica e processa os dados para disponibilizá-los ao usuário final.[2]

LoRa, tecnologia base do LoRaWAN, utiliza uma técnica de espalhamento espectral por chirp (*Chirp Spread Spectrum*, CSS), permitindo transmissões robustas mesmo em ambientes com interferência e longas distâncias. A comunicação ocorre em bandas de frequência não licenciadas, como 868 MHz na Europa e 915 MHz nas Américas, garantindo flexibilidade na implementação global.

## Aplicações e uso
Amplamente utilizado em aplicações que requerem conectividade de longo alcance e baixo consumo de energia. Sua capacidade de operar em áreas urbanas e rurais torna a tecnologia ideal para diversos setores.
- Cidades inteligentes: LoRaWAN é utilizado no gerenciamento de iluminação pública, controle de tráfego e monitoramento da qualidade do ar. Sensores conectados permitem otimizar o consumo de energia e melhorar a eficiência dos serviços urbanos.[3]

- Agricultura de precisão: Sensores baseados em LoRaWAN monitoram variáveis como umidade do solo, temperatura e localização do gado. Isso possibilita o uso mais eficiente de recursos hídricos e melhora a produtividade agrícola.[4]

- Monitoramento ambiental: Redes LoRaWAN são empregadas na detecção de incêndios florestais, níveis de rios e deslizamentos de terra, permitindo respostas rápidas a desastres naturais.[1]

- Gestão de recursos: Empresas de saneamento e energia utilizam a tecnologia para monitoramento remoto de consumo de água, gás e eletricidade, reduzindo custos operacionais e desperdícios.[2]

- Logística e rastreamento: Sensores LoRaWAN permitem o rastreamento de veículos e cargas, otimizando operações logísticas e reduzindo perdas.[3]

Devido à sua flexibilidade e baixo custo de implementação, o LoRaWAN continua se expandindo para novas aplicações, contribuindo para a digitalização de infraestruturas em diferentes setores.

## Comparação com outras tecnologias
O LoRaWAN faz parte da categoria de redes LPWAN (Low Power Wide Area Network), que inclui outras tecnologias como NB-IoT (Narrowband IoT) e Sigfox. Cada uma dessas redes apresenta vantagens e desvantagens dependendo do caso de uso.
| Característica          | LoRaWAN                                                       | NB-IoT                                  | Sigfox                            |
| ----------------------- | ------------------------------------------------------------- | --------------------------------------- | --------------------------------- |
| Faixa de frequência     | Não licenciada (ISM: 868 MHz na Europa, 915 MHz nas Américas) | Licenciada (operadoras móveis)          | Não licenciada (sub-GHz)          |
| Alcance                 | Até 15 km em áreas rurais                                     | Até 10 km                               | Até 50 km em áreas abertas        |
| Consumo de energia      | Muito baixo                                                   | Moderado                                | Muito baixo                       |
| Taxa de transmissão     | 0,3 a 50 kbps                                                 | 20 a 250 kbps                           | Até 100 bps                       |
| Capacidade de mensagens | Ilimitada (depende da rede)                                   | Alta                                    | Limitada (12 bytes por mensagem)  |
| Modelo de operação      | Redes privadas ou públicas                                    | Redes operadas por telecomunicações     | Rede global única                 |
| Principais aplicações   | Cidades inteligentes, agricultura, logística                  | Indústria 4.0, sensores em larga escala | Monitoramento simples de sensores |

O LoRaWAN se destaca por sua flexibilidade, permitindo a criação de redes privadas sem a necessidade de operadoras móveis. Isso o torna ideal para aplicações onde a autonomia dos dispositivos e o baixo custo de comunicação são essenciais.
Já o NB-IoT opera em espectro licenciado, o que garante maior confiabilidade e segurança, mas exige infraestrutura de operadoras de telefonia. Essa tecnologia é mais utilizada em aplicações industriais e em áreas urbanas.
O Sigfox usa uma rede única e proprietária, sendo eficiente para transmissões curtas e pouco frequentes, mas com baixa taxa de dados e limitação na quantidade de mensagens enviadas por dia.
Cada tecnologia tem seu nicho de aplicação, e a escolha entre elas depende dos requisitos específicos do projeto, como alcance, consumo de energia e custo de operação.